# Csillaggyümölcs
A csillaggyümölcs (Averrhoa carambola) a madársóska-virágúak (Oxalidales) rendjébe és a madársóskafélék (Oxalidaceae) családjába tartozó faj.

## Előfordulása
A csillaggyümölcs a trópusi és a fagymentes szubtrópusi tájakat kedveli. Őshazája egyes források szerint Délkelet-Ázsia, különösen Malajzia – más források szerint Indiából, illetve a Maluku-szigetekről származik.

## Megjelenése
A növény kis fa vagy magas cserje, szárnyalt levelekkel. Legfeljebb 12 méter magas, általában sokkal kisebb, nagyon alacsony törzsű fa.
Levele 10–20 centiméter hosszú, 5–11 levélkéje legfeljebb 8 centiméter hosszú, a levél csúcsán valamivel nagyobbak, mint a levélgerinc alsó részén. A levelek szórtan állnak.
Virága mintegy 20–25 milliméter átmérőjű, 5 tagú, a szirmok színe a rózsás-fehértől az ibolyáig terjed; csomószerű bugákban fejlődnek. A virágzatok még az erősebb ágakon is sokkal rövidebbek, mint a levelek.
Sárga, sárgás-zöld, bronz vagy narancssárga, ehető termése tojásdad vagy elliptikus, 10–15 centiméter hosszú tok. A 4–6 erősen kiemelkedő hosszanti bordától keresztmetszete csillag alakú. A terméshús szilárd és üveges, az édeskésen savanyútól a nagyon fanyarig változó íze kicsit a birsalmára emlékeztet. Gyakran nincs magja.

## Életmódja, termőhelye
Örökzöld. Az egyik legkényesebb, nehezen termeszthető trópusi növény, mivel nagyon fényigényes (a direkt napfényt kedveli) és fagyérzékeny.

## Felhasználása
Európában a csillaggyümölcsöt főleg szeletekre vágva gyümölcssalátákból vagy hidegtálak díszítőjeként ismerjük, Ázsiában azonban többféleképpen használják. Gyengén megsózva kiváló szomjoltó, de megcukrozva, nyersen vagy megfőzve, kandírozva vagy zseléként is fogyasztják. Leve a koktéloknak savanykás jelleget kölcsönöz. Salátákban a virágokat is felhasználják.
A csillaggyümölcs termése oxálsavat és igen sok káliumot, sok C-vitamint, jelentős mennyiségű vasat és cinket tartalmaz. Fogyasztása a vesebetegekre veszélyes lehet: veseelégtelenségben szenvedőknél csuklást, hányingert, hányást és tudatzavart is előidézhet, a mérgezés szélsőséges esetben akár életveszélyes is lehet.
Az érett (sárga, hibátlan és kemény) karambolát mihamarabb fogyasszuk el! Szobahőmérsékleten mintegy 5 napig, hűtőben egy–másfél hétig tárolható. Nem kell meghámozni. Nyersen leginkább díszítésre jó, de finom lekvárt vagy befőttet főzhetünk belőle.

## Képek

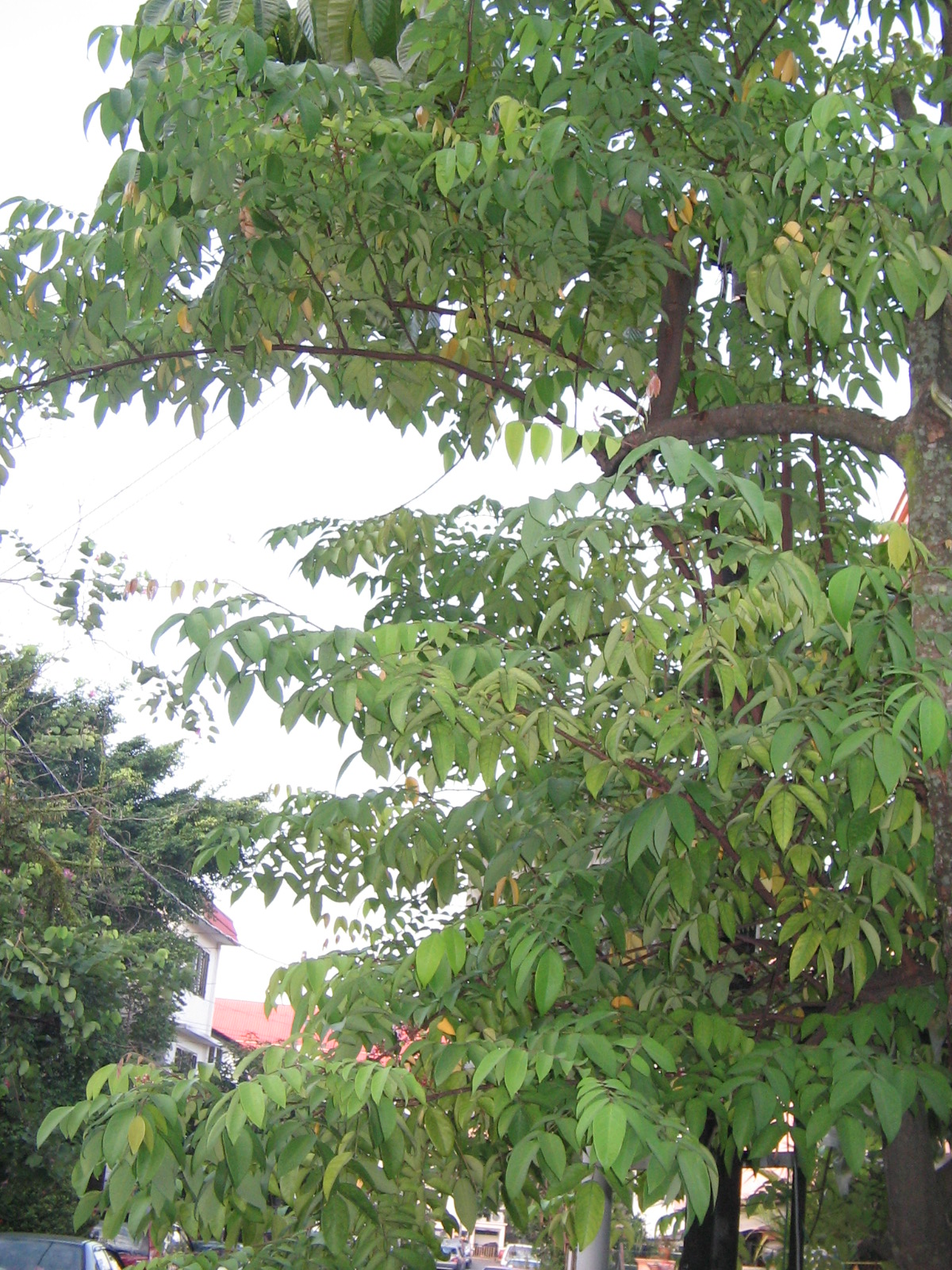
A növény
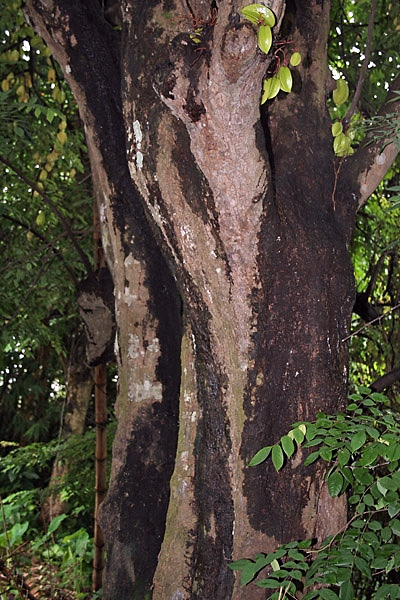
törzse
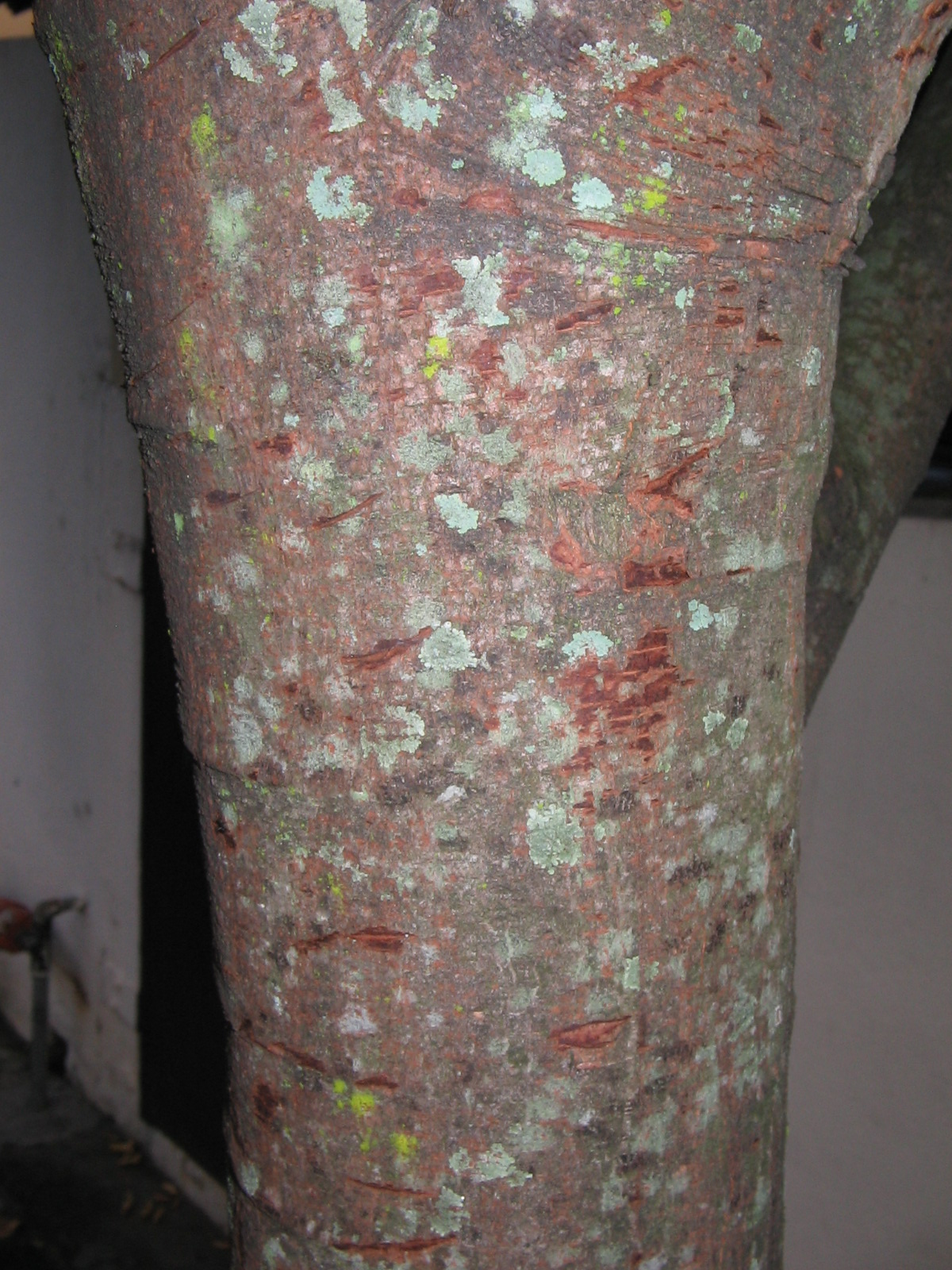
és kérge
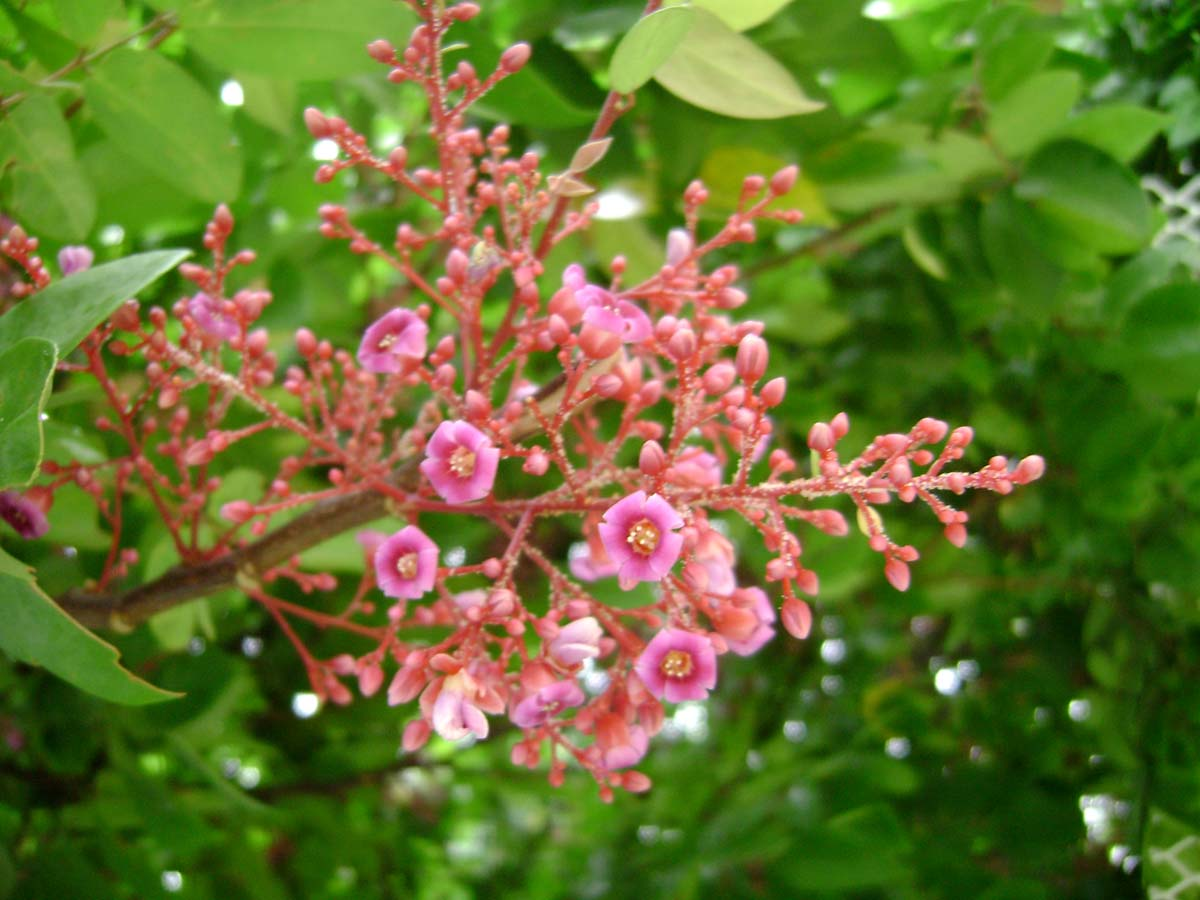
Virágzata
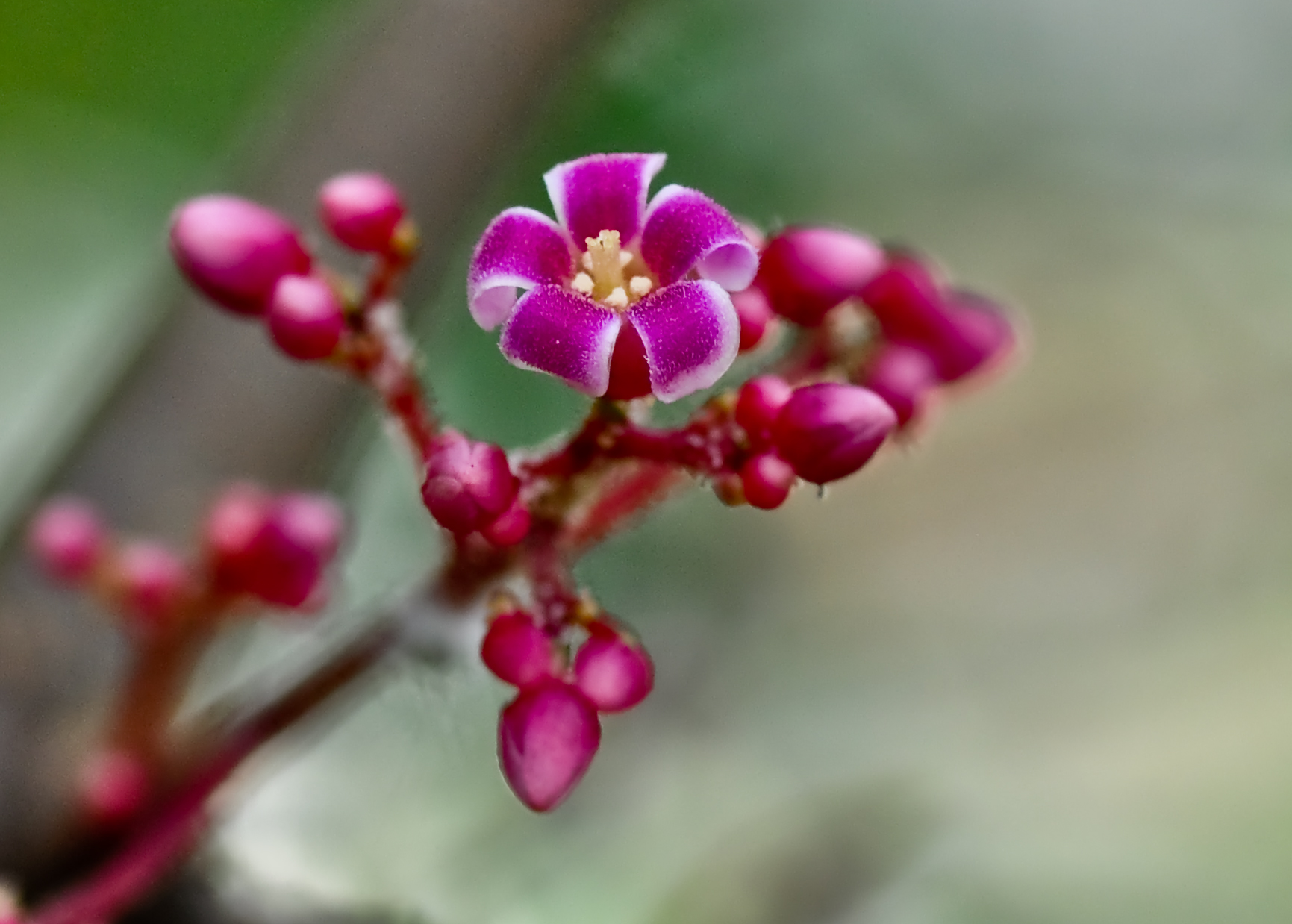
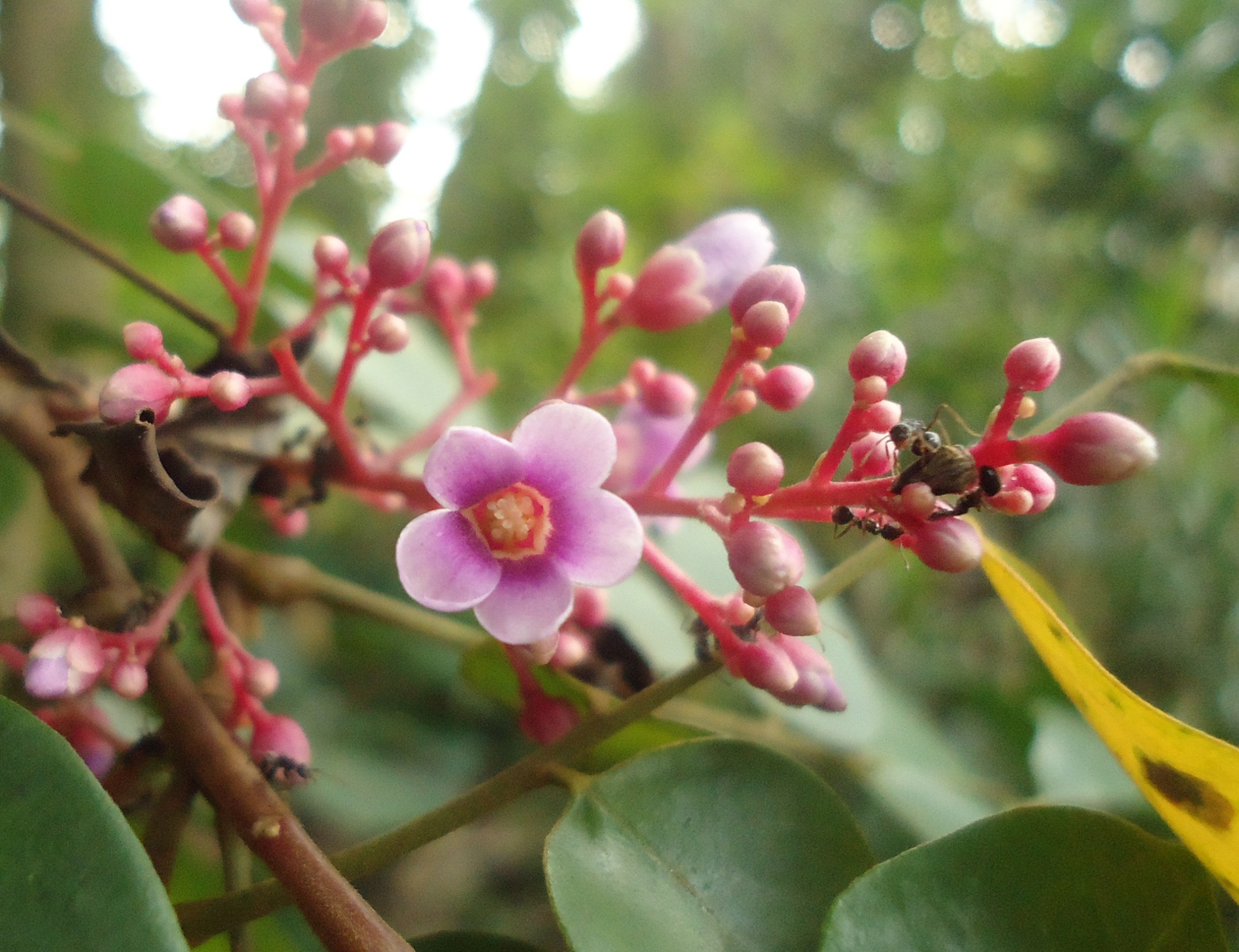
és
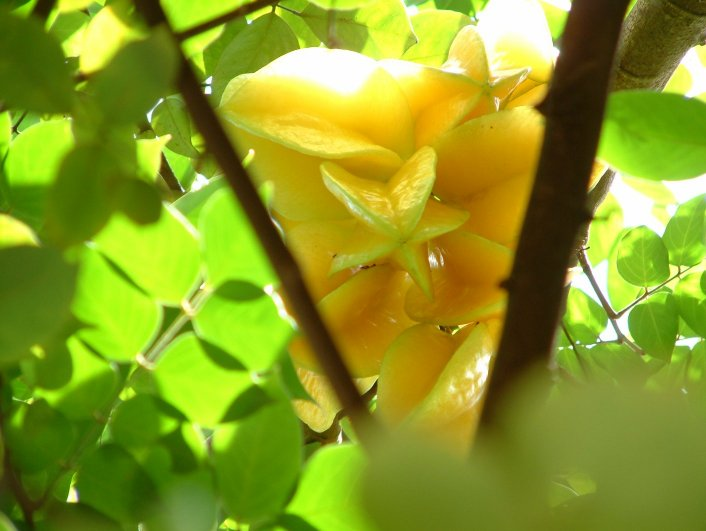
termése
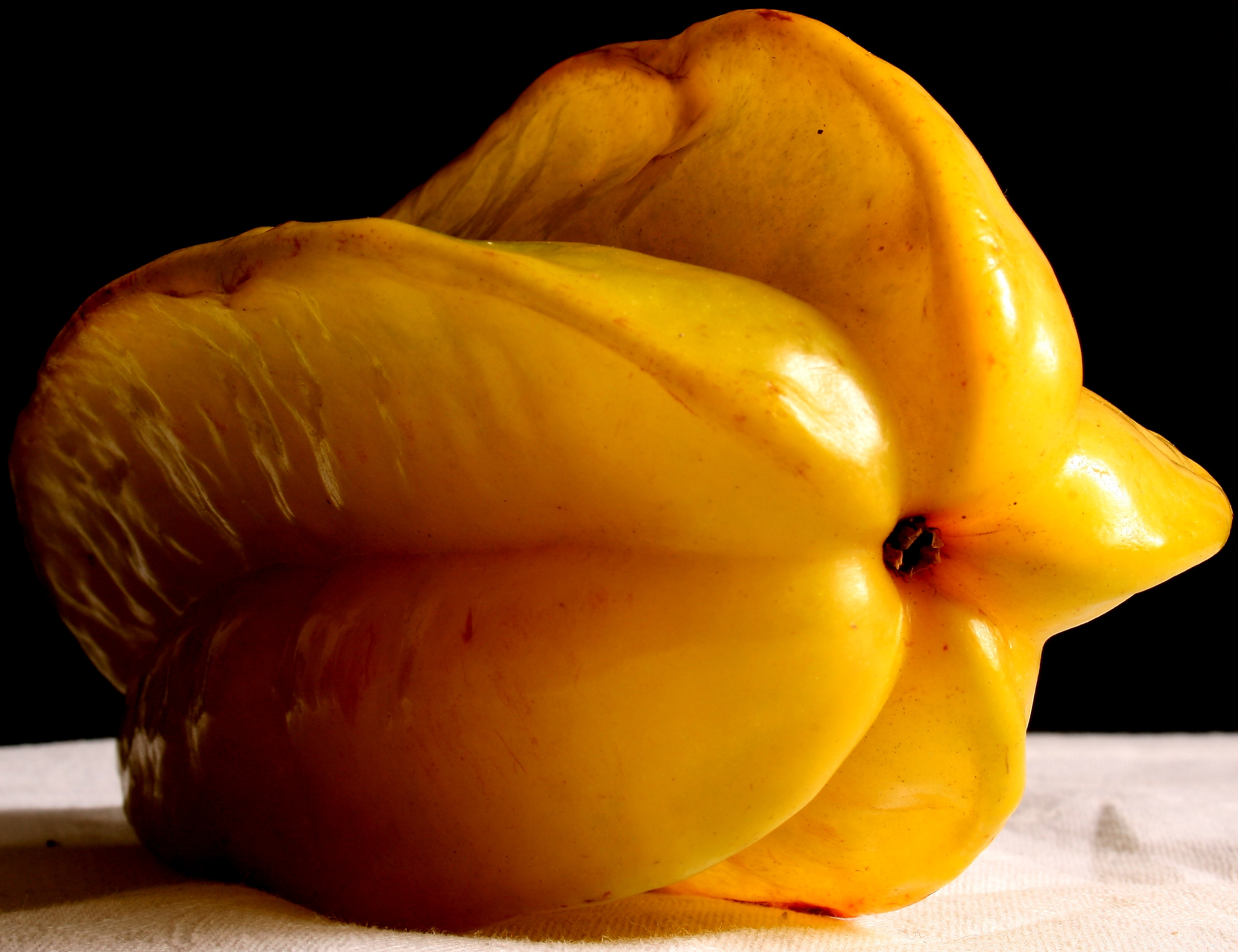
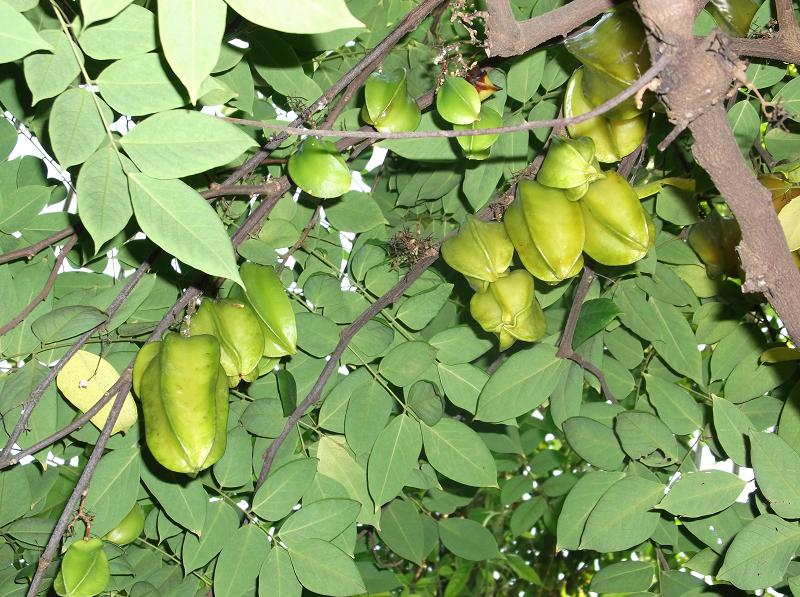
Termései a fán
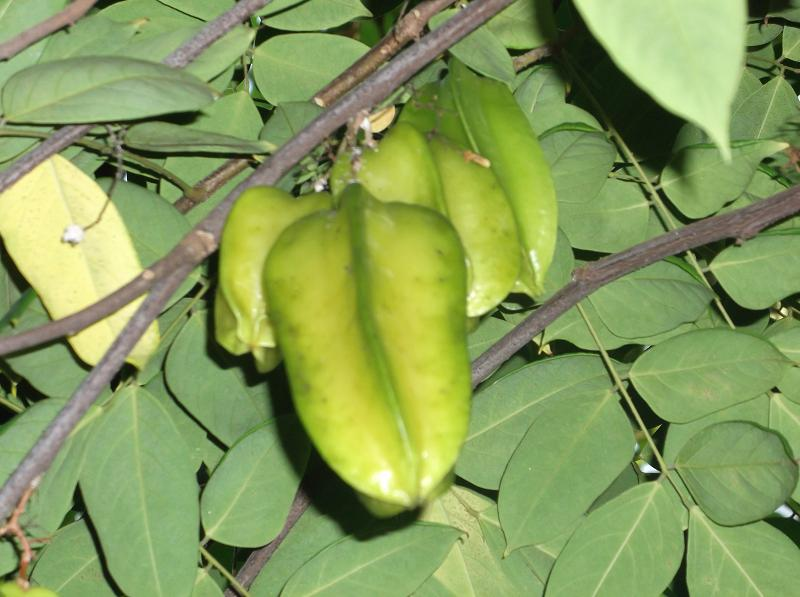
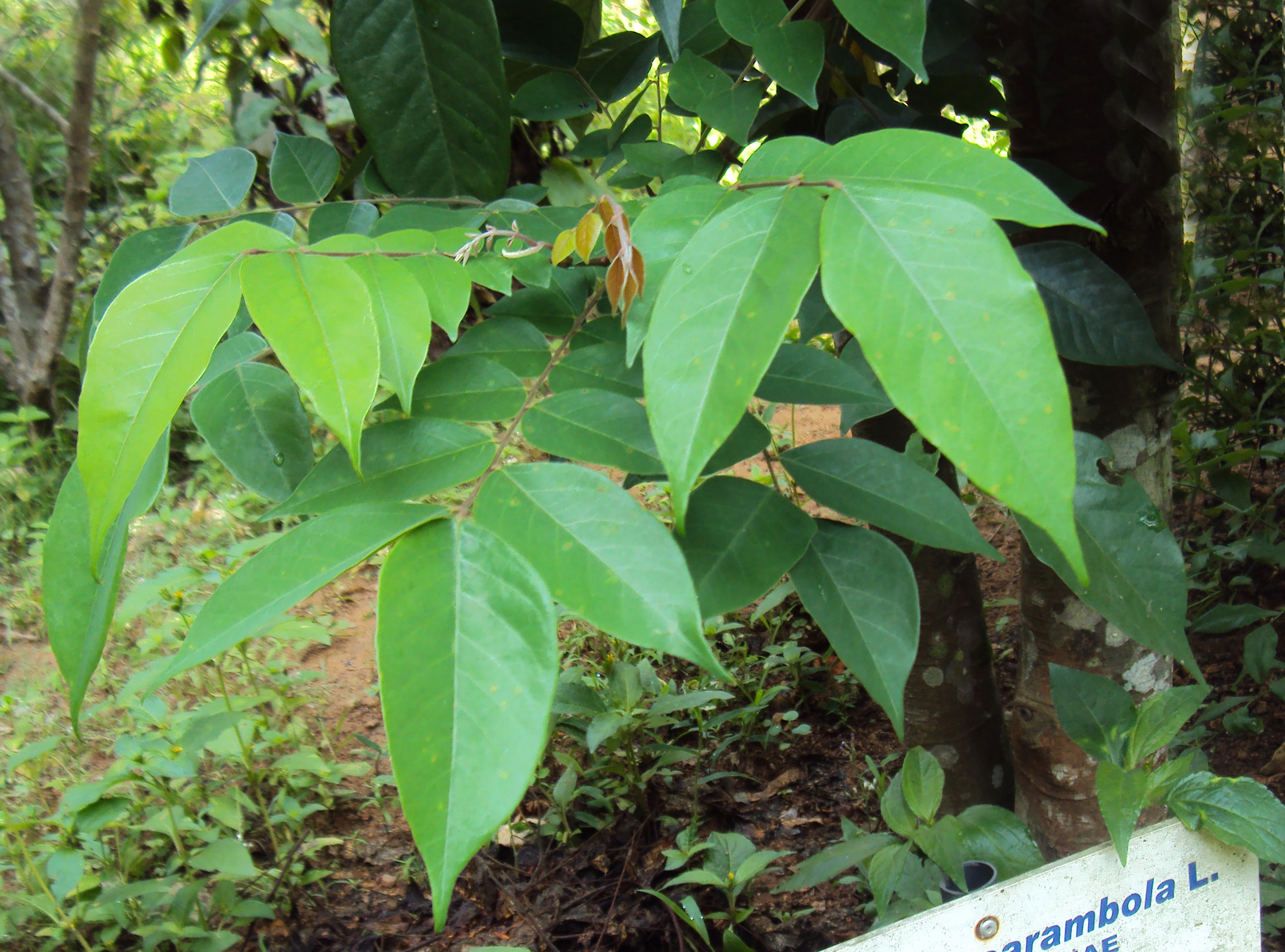
Levelei
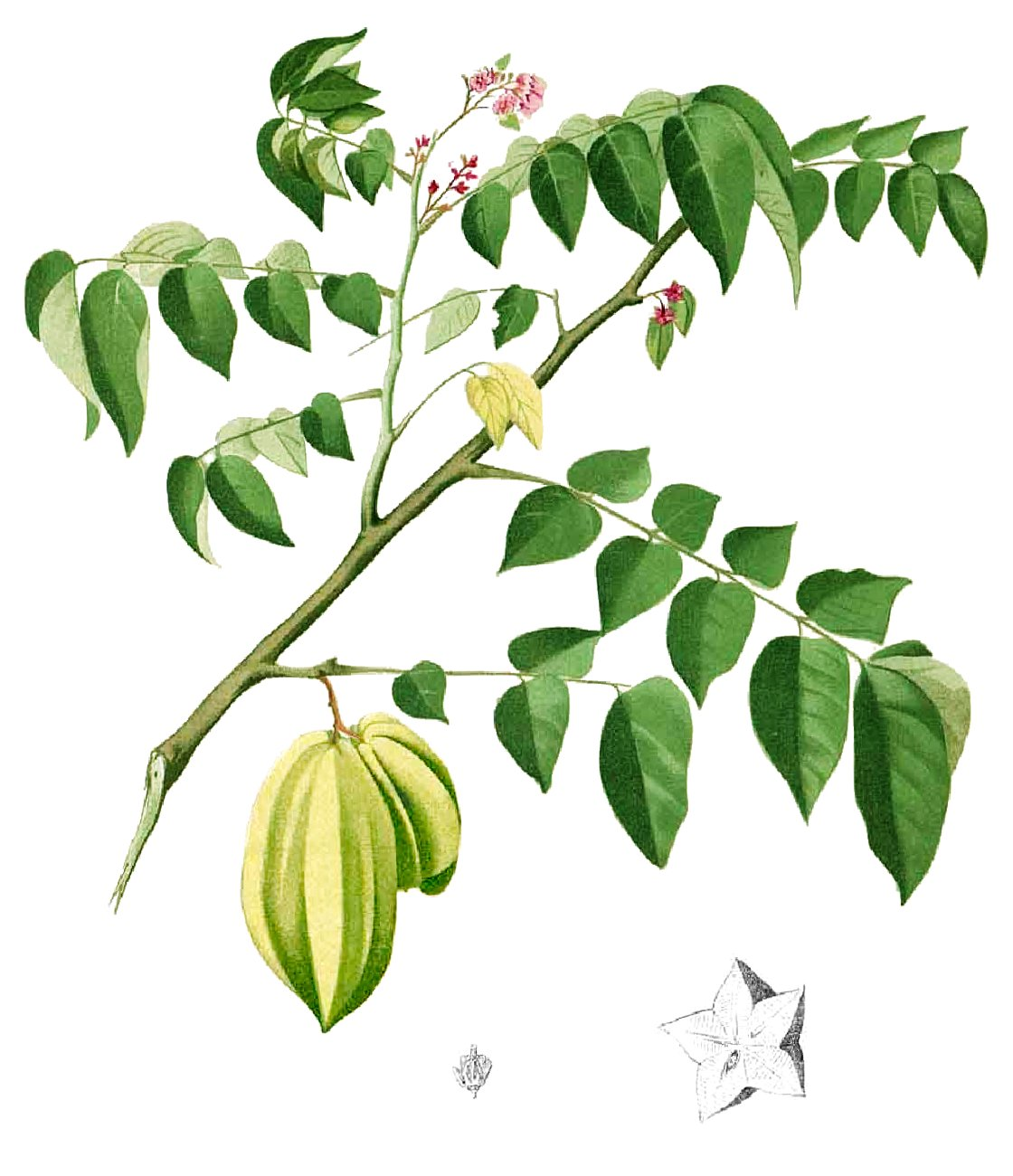
Rajz a csillaggyümölcs egyik ágáról